# Lubczo Djakow
Lubczo Stefanow Djakow (bułg. Любчо Стефанов Дяков, ur. 17 maja 1954 w Jambole) – bułgarski strzelec sportowy. Brązowy medalista olimpijski z Moskwy.
Specjalizował się w strzelaniu pistoletowym. Brał udział w trzech igrzyskach (IO 76, IO 80, IO 88). W 1980, pod nieobecność sportowców z części krajów Zachodu, był trzeci w pistolecie dowolnym na dystansie 50 m. W 1987 sięgnął po brąz mistrzostw świata w pistolecie pneumatycznym, był również medalistą zawodów Pucharu Świata i mistrzostw Europy.